# Tradescantia petricola
Tradescantia petricola là một loài thực vật có hoa trong họ Commelinaceae. Loài này được J.R.Grant mô tả khoa học đầu tiên năm 2000.